# Arry (Moselle)
Arry (Duits: Arrich ) is een gemeente in het Franse departement Moselle (regio Grand Est) en telt 407 inwoners (1999).
De gemeente was onderdeel van het kanton Ars-sur-Moselle in het arrondissement Metz-Campagne tot beide op 22 maart 2015 werden opgeheven. De gemeente werd onderdeel van het nieuwgevormde kanton Coteaux de Moselle in het eveneens nieuwgevormde arrondissement Metz.

## Geografie
De oppervlakte van Arry bedraagt 6,9 km², de bevolkingsdichtheid is 59,0 inwoners per km².
De onderstaande kaart toont de ligging van Arry (Moselle) met de belangrijkste infrastructuur en aangrenzende gemeenten.

## Demografie
Onderstaande figuur toont het verloop van het inwonertal (bron: INSEE-tellingen).